# Dorpskerk (Rheden)
De Dorpskerk is een gotische pseudobasiliek met een romaanse toren in Rheden in de Nederlandse provincie Gelderland.
De kerk was oorspronkelijk gewijd aan Sint-Mauritius, de patroon van het Mauritiusklooster in Maagdenburg, dat hier voor het jaar 1000 bezittingen had. In 1006 kwam de kerk van Rheden in het bezit van het klooster Hohorst bij Leusden, dat later naar Utrecht werd verplaatst en als Paulusabdij eeuwenlang over het collatierecht voor Rheden zou beschikken. 
Het oudste deel van de kerk is de 12de-eeuwse tufstenen toren, die uit vier geledingen bestaat en geen latere verhogingen heeft ondergaan. De bijbehorende kerk werd vanaf de 15de eeuw in gotische stijl herbouwd en bekleed met tufsteen. Het 15de-eeuwse koor en de sacristie hebben kruisribgewelven, terwijl het iets jongere schip een netgewelf heeft.
Tussen 1901 en 1904 onderging de kerk een ingrijpende restauratie onder Joseph Cuypers. In 1972 werd het interieur gerestaureerd.
De kerk is in gebruik bij de Protestantse Gemeente Rheden (PKN).